# When You Believe
When You Believe – singel Mariah Carey i Whitney Houston pochodzący z soundtracku do filmu Książę Egiptu oraz albumów #1's i My Love Is Your Love. Singel był pierwszym singlem z albumu Houston i drugim z albumu Carey. Jest to główny motyw muzyczny filmu Książę Egiptu.

## Produkcja i nagrywanie
W czasie produkcji, Carey i Houston, które nigdy wcześniej się nie znały, stały się przyjaciółkami. Pomimo że po produkcji singla poszły one własnymi ścieżkami i rozkręcały swoje kariery, to Houston nadal uważa Carey za swoją najbliższą przyjaciółkę.
W filmie piosenka śpiewana jest przez Tzipporah (Michelle Pfeiffer) i Miriam (Sally Dworsky). Bohaterzy piosenki mówią o ich wątpliwościach w istnienie Boga: często modlą się do Niego, ale ich prośby nie są wysłuchane, i zastanawiają się oni nad tym, czy to nie jest strata czasu. Jednak, wiedzą, że czasy są trudne, ale "może stać się cud, jeśli wierzysz" w Boga.
W singlu wydanym komercyjnie, Babyface został wymieniony jako producent, aby piosenka lepiej przyjęła się na rynku pop. Główną zmianą było zastąpienie chóru dzieci hebrajskich, dłuższym refrenem.
"When You Believe" wygrał w 1999 Academy Award za "Najlepszą Piosenkę Filmową" i był nominowany w tej samej kategorii do Złotego Globu. Wygrał Złotą Satelitę w tej samej kategorii. Był nominowany w 2000 roku do Grammy Award za "Najlepszą Współpracę w Śpiewaniu". Jako że Carey jest po części Latynoską, ona i Houston zostały nominowane do ALMA Awards.

## Teledysk
Teledysk został nakręcony w Brooklyn Academy of Music i pokazuje Carey oraz Houston w ciemnym studio, które zostało urządzone w stylu egipskim, inspirowanym przez film. Pokazuje się tam także publiczność. Teledysk kończy się, gdy studio zostaje oświetlone, a piosenkarki śpiewają wraz z dużym chórem.
Mimo że kompozytorzy nie są wymienieni, pierwsze 18 dźwięków pochodzi z "Dance of the Yao People".

## Kontrowersje
Konflikt narósł pomiędzy Stephenem Schwartzem i Babyface'em po tym, jak Schwartz zapomniał wymienić Babyface'a jako producenta, gdy "When You Believe" został nominowany do Oscara. Schwartz powiedział, że Babyface nie powinien być tam wymieniony, ponieważ zmienił piosenkę. Carey i Houston zaśpiewały wersję Babyface'a na gali Oscarów, ale tylko Schwartz otrzymał nagrodę.

## Listy przebojów
Lata spekulacji na temat kłótni pomiędzy Carey i Houston doprowadziły do tego, że ludzie oczekiwali duetu, który pobije wszelkie rekordy, zwłaszcza, że Carey i Houston pobijały rekordy sprzedaży singli. "When You Believe" był hitem, ale nie znalazł się w pierwszej 10. tylko na #15 Billboard Hot 100. Przeciągnął trend w singlach Carey i zdobył 38. miejsce na Hot 100 Airplay, ale za to 7. na Hot 100 Single Sales. Małe airplay było wtedy popularne u Carey, a kariera Houston trochę przystopowała, więc popularność w radiu była wytłumaczalna. Piosenka spędziła na Hot 100 19 tygodni i znalazła się w pierwszej 5. Billboard Adult Contemporary; był to pierwszy singel Carey i Houston, który znalazł się na nowej liście Top 40 Tracks. RIAA przyznała mu status Złotej Płyty, a na Hot 100 na koniec 1999, singel zdobył miejsce 99.
Był większym sukcesem na świecie, ponieważ zdobył #1 w Hiszpanii, pierwszą piątkę w Wielkiej Brytanii i krajach kontynentalnej Europy, oraz pierwszą dwudziestkę w Australii.
Zdobył miejsce 99. na koniec 1999 na liście Billboard Hot 100.
Zdobył status Złotej Płyty w Niemczech, USA, Australii. i Szwecji oraz status Platynowej Płyty w Norwegii.

## Pozycje na listach przebojów
| Lista (1998)                         | Najwyższa pozycja |
| ------------------------------------ | ----------------- |
| Australian Singles Chart             | 13                |
| Austrian Singles Chart               | 6                 |
| Belgian Singles Chart (Flandria)     | 5                 |
| Belgian Singles Chart (Walonia)      | 4                 |
| Canadian Singles Chart               | 26                |
| Netherlands Mega Single Top 100      | 4                 |
| Finnish Singles Chart                | 10                |
| French Singles Chart                 | 5                 |
| German Singles Chart                 | 8                 |
| RIANZ Singles Chart                  | 8                 |
| Norwegian Singles Chart              | 2                 |
| Spanish Singles Chart                | 3                 |
| Swedish Singles Chart                | 2                 |
| Swiss Singles Top 100                | 2                 |
| UK Singles Chart                     | 4                 |
| U.S. Billboard Hot 100               | 15                |
| U.S. Billboard Hot R&B/Hip-Hop Songs | 14                |

### Listy końcoworoczne
| Rok  | Kraj  | Lista                 | Ranking |
| ---- | ----- | --------------------- | ------- |
| 1999 | Łotwa | Latvian Airplay Chart | #34     |